# Petr Veselý
Petr Veselý (7 giugno 1971) è un ex calciatore ceco, di ruolo difensore.